# Kamienica przy ulicy Kazimierza Wielkiego 33 we Wrocławiu
Kamienica przy ulicy Kazimierza Wielkiego 33 – zabytkowa kamienica mieszczańska, o rodowodzie średniowiecznym, znajdująca się przy ulicy Kazimierza Wielkiego we Wrocławiu. Kamienica połączona jest z kamienicą nr 31 i razem pełnią funkcję hotelu „Kamienica Pod Aniołami” oraz siedziby Sądu Rejonowego dla Wrocławia-Fabrycznej – Sąd Grodzki.
W XIX wieku numeracja ulicy była ciągła, a obecne numery 31 i 33 zajmowały parcele o numerach 31 i 32.

## Historia posesji i kamienicy

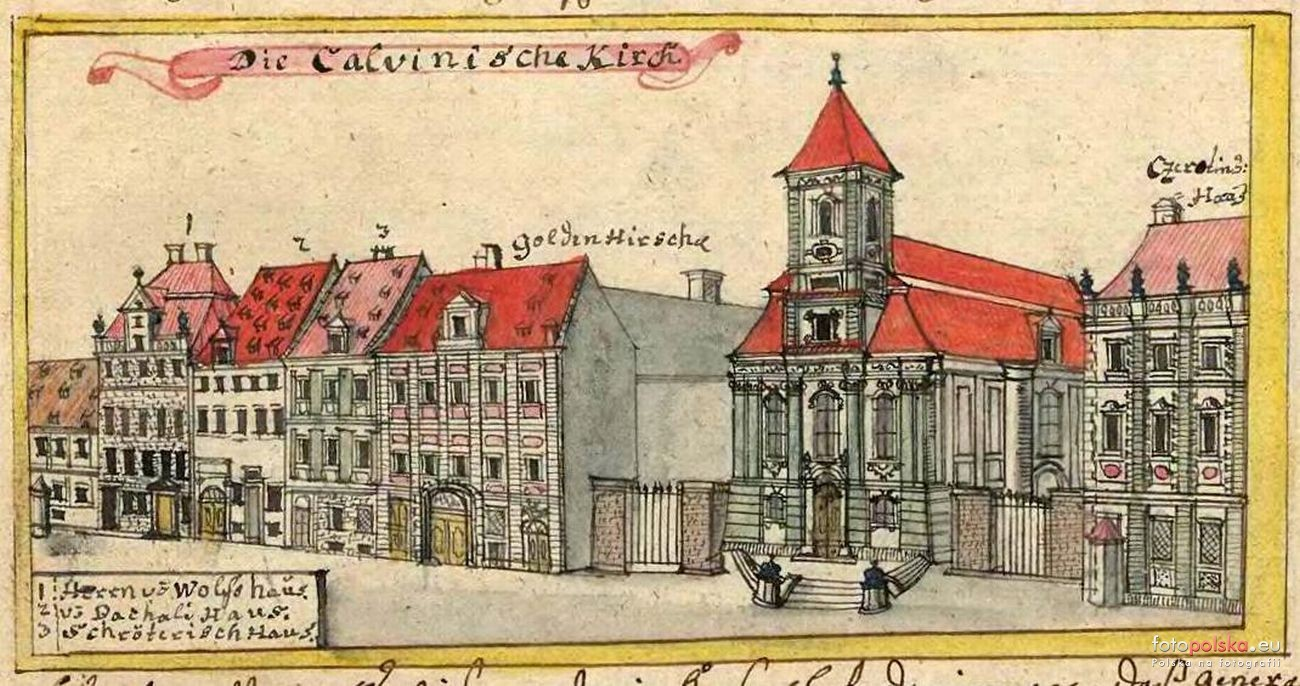
Widok na kościół Opatrzności Bożej i kamienice nr 31 i 33

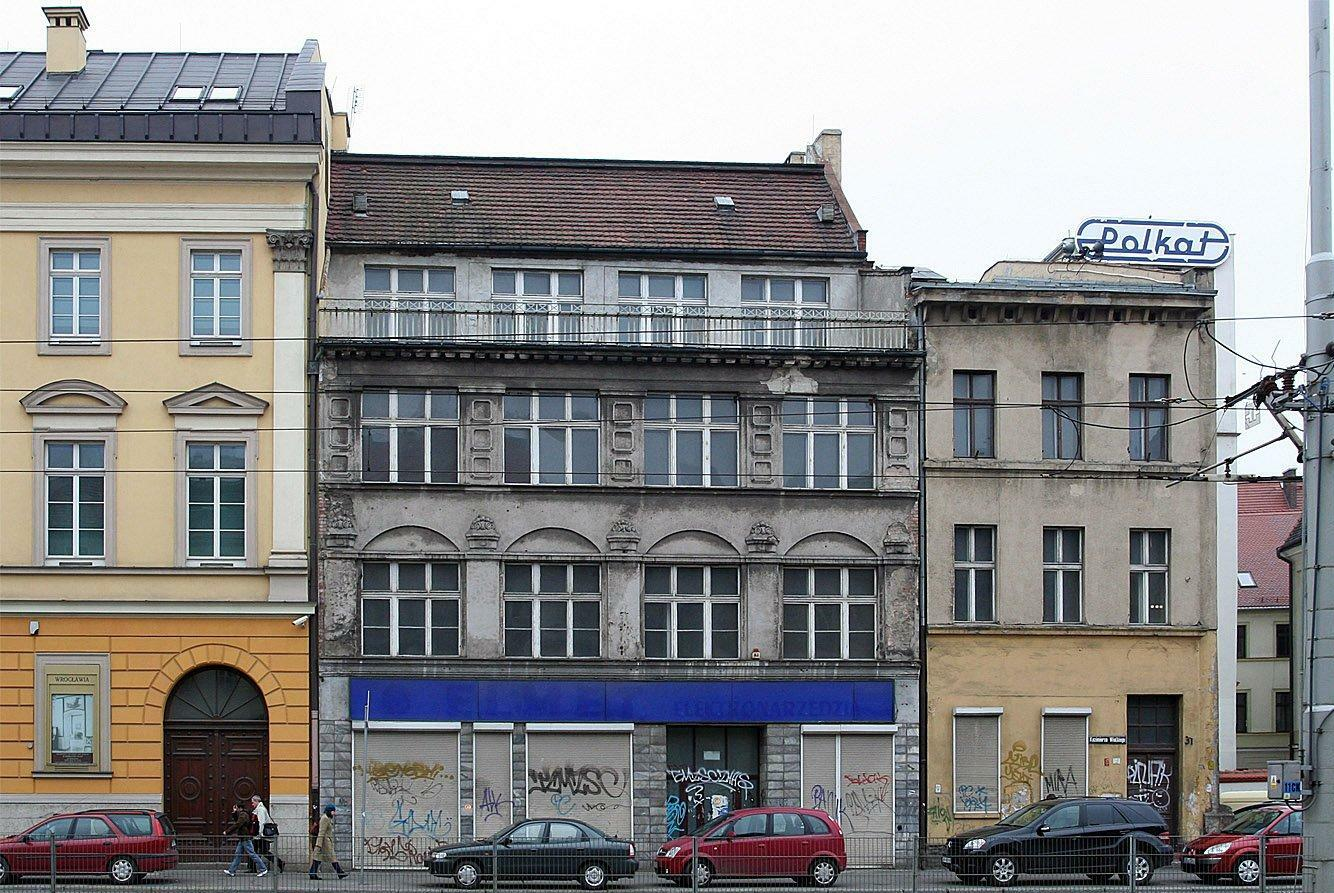
Kamienica przed remontem

Posesja, na której ulokowana jest kamienica, znajduje się w południowo-zachodniej części miasta. W XV wieku teren ten należał do tzw. Kwartału Słodowników, rozciągającego się łukiem między obecną ulicą Wierzbową, a zachodnim wylotem obecnej ulicy Grodzkiej, między wewnętrznym a zewnętrznym obwodem murów miejskich, przy Czarnej Oławie, stanowiącej fosę wewnętrzną. Nazwa związana jest z profesją słodowników, której przedstawiciele zamieszkiwali ten obszar. Parcele zostały zagospodarowane po wyznaczeniu linii fortyfikacyjnych w latach 1329–1348 i zostały wytyczone przy ówczesnej wschodniej stronie ulicy Vnder den melczern. Od XVI wieku odcinek między ulicami św. Doroty (Dorothengasse) i Krupniczą (Graupegasse) zwany był Hummerei. Kwartał Słodowników w drugiej ćwierci XV w. został podzielony a obszar między ulicami św. Mikołaja i Świdnicką, zaliczony został do tzw. Kwartału Kupców.
Nieznany jest dokładny wygląd budynku w okresie średniowiecznym. W XVI wieku, murowana kamienica nr 33, jak i sąsiednia o numerze 31 była budynkiem pokrytym dachem kalenicowym. Sąsiednie kamienice były wąskimi kamienicami szczytowymi. Ich wygląd można obejrzeć na najstarszym planie Wrocławia datowanym na 1562 rok, autorstwa Barthela i Bartholomäusa Weinera. Kamienica nr 31 była dwukrotnie węższa od sąsiedniej nr 33. Parcele były głębokie, dzieliły się prawdopodobnie na trzy strefy: frontową z domem mieszkalnym, środkową z zabudowaniami gospodarczymi (słodowniami) i tylną z ogrodami sięgającym od południa do murów miejskich.
Po wojnie trzydziestoletniej obszar, na którym znajduje się kamienica nr 33, uległ przekształceniu. W miejsce dotychczasowych kamienic zaczęto wznosić okazalsze barokowe budynki zamieszkiwane przez szlachtę, wojskowych i urzędników królewskich. W 1750 roku na sąsiedniej działce wzniesiono kościół Opatrzności Bożej, który został uwieczniony po raz pierwszy na dwóch grafikach Friedricha Bernharda Wernera w roku 1755. W sąsiedztwie kościoła Werner przedstawił dodatkowo barokowe kamienice: nieistniejącą obecnie kamienicę i zajazd Pod Złotym Jeleniem (nr 30), kamienicę 31 Dom Schröterów („Schröterisch Haus”), 32 (obecnie 33) „Pachali Haus” oraz kamienicę nr 33 Wolff Hansel haus, którą po 1858 przebudowano na budynek komendantury i urzędu podatkowego w zarządzie królewskim, a następnie pełnił funkcję bocznego skrzydła pałacu królewskiego.
Od lat 40. XIX wieku właścicielem kamienicy była kupiecka rodzina Flatau. Prócz tej posesji ich własnością był również budynek nr 44 przy tej samej ulicy. Właściciel Jacob Flatau, królewski radca handlowy, mieszkał na co dzień w Berlinie. W 1841 roku posesja była zajęta przez dom przedni i tylni. W 1914 roku nowym właścicielem kamienicy został Robert Wedler lub Bernhard Wedler, kupiec i fabrykant zajmujący się handlem i produkcją m.in. rowerów oraz właściciel fabryki maszyn w Księżu Małym.
Do lat 40. XX wieku kamienica funkcjonowała pod nazwą „Flatau-Hof”. W murach kamienicy swoje siedziby miały różne wytwórnie i hurtownie: fabryka bielizny, wytwórnia bielizny pościelowej, wytwórnia szelek i pasków skórzanych, fabryka ceraty, fartuchów i wyrobów skórzanych, hurtownia towarów tekstylnych.

## Opis architektoniczny

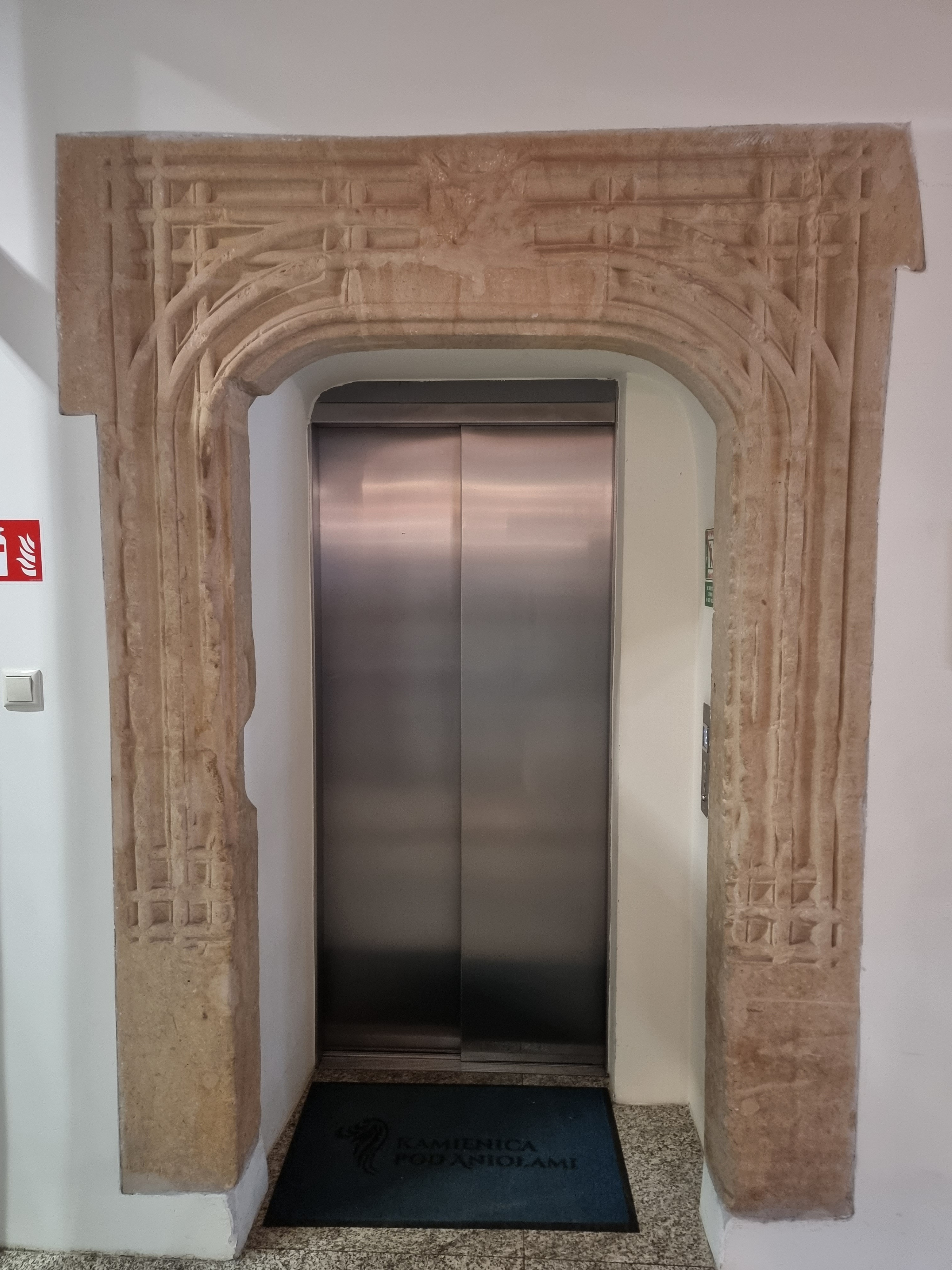
Portal XV wieczny w sieni kamienicy

Kamienica, zwana Pachali Haus, była budynkiem wzniesionym na planie trapezu, trzykondygnacyjnym, prawdopodobnie trzytraktowym o pięcioosiowej elewacji, z wysokim dachem kalenicowym. Pośrodku umieszczona była dwukondygnacyjna facjata zwieńczona trójkątnym tympanonem, a na dachu znajdowało się sześć lukarn. W części parterowej, w skrajnej osi wschodniej znajdował się portal wejściowy w formie masywnego obramienia. W osi wschodniej znajdowała się brama przejazdowa, tworząc czwarty trakt. Po przebudowie na początku XX wieku z dawnego podziału zachowały się dwa trakty zachodnie.
W latach 1862–1863 dokonano istotnych zmian architektonicznych. Ich autorem był budowniczy Wegner. Zmiany dotyczyły przebudowy domu bocznego w oficynę kamienicy, dawniej południowej części obecnego budynku w tylnej zabudowie po wschodniej stronie dziedzińca. Najpierw wzniesiono część południową – wozownię i spichlerz, później przebudowano północną część domu bocznego na dom mieszkalny z wieżą i wybudowano łącznik z domem frontowym w formie drewnianej galerii.
Wygląd fasady budynku zachował się do 1914 roku, kiedy to nowy właściciel zlecił przebudowę kamienicy. Pierwotny nowy projekt elewacji sporządził Arthur Pätzsch, ale w trakcie jego realizacji został on zmieniony. Powstała wówczas pięcioosiowa fasada w górnych kondygnacjach; na parterze znajdowały się dwie witryny sklepowe i trzy wejścia do budynku. Między kondygnacjami umieszczone były gzymsy, a całość wieńczył gzyms konsolowy. Na czwartej kondygnacji znajdował się taras otoczony balustradą z taśm żelaznych. Między oknami i na krańcach elewacji znajdowały się lizeny w trzeciej kondygnacji ozdobione motywem trzech kwadratowych ram o wciętych narożach z cienkich półwałkowych profili. W zwieńczeniu lizen znajdowały się zgeometryzowane głowice-pokrywy z motywem ślimacznic. Nad oknami drugiej kondygnacji umieszczono płytkie łukowe blendy.
Podczas przebudowy domu frontowego usunięto drewnianą galerię, a w jej miejsce i w miejsce północnej części domu bocznego wzniesiono łącznik, jako część głównego budynku. W tylnej części skrajnego traktu umieszczono pełną dwubiegową klatkę schodową o wylewanych betonowych schodach, a w części centralnej – windę.

## Po 1945
Na dziedzińcu kamienicy, podczas prac remontowych w 2013 roku odkryto studnię z piaskowcowym wieńcem cembrowiny datowanym na przełom XV i XVI wieku. Podczas tych samych prac spod warstwy tynku odsłonięto szereg elementów architektonicznych i dekoracyjnych, m.in.: późnogotycki piaskowcowy portal w przyziemiu czy różne detale architektoniczne wykonane z piaskowca. Portal dotowany jest na ok. 1500 rok. Pierwotnie zaopatrzony był prawdopodobnie w kartusz herbowy i został wtórnie wbudowany w ścianę sieni, w otwór wejściowy prowadzący do szybu windy powstały w 1914 roku podczas przebudowy kamienicy. Z okresu międzywojennego zachowała się wczesnomodernistyczna klatka schodowa ze stopniami schodów wykonanych z barwionego na czerwono sztucznego kamienia oraz z balustradą powstałą z łączonych nitami i giętych malowanych taśm żelaznych o motywie szachownic i esownic, z drewnianą profilowaną poręczą. W piwnicach zachowały się średniowieczne mury.